# Transgender Health
Transgender Health est une revue scientifique sur la santé des personnes trans. 

## Rédaction
Le rédacteur en chef est Robert Garofalo, qui est professeur de pédiatrie et de médecine préventive à la faculté de médecine de Feinberg, directeur du centre pour le genre, la sexualité et la prévention du VIH à l'hôpital pour enfants Ann & Robert H. Lurie à Chicago.
Les rédacteurs de recherche associés sont au nombre de trois (Sari Reisner de l'école médicale de Harvard, Stephen Rosenthal du centre de genre pour enfants et adolescents et de l'université de Californie et Jae Sevelius de l'université de Californie), les rédacteurs associés cliniques sont au nombre de deux (Johanna Olson-Kennedy de l'université de Californie du Sud et Asa Radix du centre de santé de la communauté Callen-Lorde), et le comité éditorial comprend 31 personnes, dont Jamie Feldman de l'université du Minnesota et Stan Monstrey de l'hôpital universitaire de Ghent.

## Contenu
La revue sélectionne les articles avec un système (classique) d'évaluation par les pairs.
La revue est à accès libre et couvre des sujets tels que les disparités de traitement, les obstacles aux soins, les infections sexuellement transmissibles,les mesures préventives, ainsi que les meilleures pratiques, protocoles, et lignes directrices pour assurer des soins optimaux.
Le public concerne les médecins et médecins assistants de toutes disciplines, les infirmiers, les travailleurs sociaux et psychologues, et les chercheurs dans tous les domaines relevant des sciences de la santé.

## Diffusion
La revue qui a été créée en 2016, est publiée par les éditions Mary Ann Liebert et est indexée par PubMed, PubMed Central, EMBASE/Excerpta Medica et ProQuest databases.